# Stewart Gray (cầu thủ bóng đá)
Stewart Gray (sinh ngày 16 tháng 10 năm 1950) là một cầu thủ bóng đá người Anh thi đấu ở vị trí hậu vệ.